# دوم خشن
دوم خشن (الاسم العلمي:Hyphaene coriacea) هو نوع نباتي يتبع جنس الدوم من فصيلة الفوفلية.